# ラヴ・ステーション
『ラヴ・ステーション』（LOVE STATION）は、1991年10月6日から2002年9月29日までの11年間、TOKYO FMで毎週日曜日に放送されていた複数のラジオ番組の連合体をもって命名された時間帯レーベルの1つ。
「TOKYO FM LOVE STATION STUDIO」から放送していたことからこの愛称が付けられたが、実際は半蔵門のTOKYO FM本社スタジオから放送していた。

## 時間帯の変遷
- 1991年10月-　13:00 - 19:00
- 1992年10月-　12:00 - 19:00
- 1994年4月-　10:00 - 18:00
- 1998年4月-　9:00 - 18:00
  - このうち、9時台は『ラブステーション スーパー・カウントダウン』と題した「パワーヒッツ10」と「サンデーホットリクエスト」の2本立て番組を東京ローカルで放送。担当は雨宮朋絵。
- 2001年4月-　11:55 - 18:00
  - 8:55～11:55の枠を「TOKYO FM Music Garden」として独立させた。『MAZDA SUPER SUNDAY』と『ハート・オブ・サンデー』はそちらへ移行。

2002年10月に『SUNDAY POWER OF JAPAN』と『SUNDAY HEARTLAND』のスタートにより自動消滅のような形で終了。レーベルは11年の歴史に幕を降ろした。
2023年現在『山下達郎のサンデー・ソングブック』のみLOVE STATION時代の放送時間のままで継続されている。また担当パーソナリティのうち松任谷由実、福山雅治、木村拓哉の番組も放送時間や形態を替えながらゾーン担当時代から継続中である。

## 歴史

### 草創期
1991年10月の番組改編で13:00 - 19:00の時間帯に対する愛称として登場した。当時進められていた「ゾーン&プログラム編成」の一環として、この6時間に含まれる6本の55分番組は選曲やトークの内容を若いカップルをターゲットにする編成方針を採った。初代のゾーンナビゲーターは藤原麻衣子。
1991年10月の番組
- 13:00　岡村孝子 SUNDAY PICNIC
- 14:00　斉藤由貴のSOUND CRUISING　＜エフエム大阪制作＞
- 15:00　ASAHIKASEI Catch the POP（佐藤竹善）
- 16:00　大江千里のSUZUKI STATIONKIDS（大江千里）
- 17:00　AJINOMOTO 松任谷由実 サウンドアドベンチャー（松任谷由実）
- 18:00　ALESCO MY HEARTFUL SELECTION（辻畑鉄也（ピカソ））

### 松本ともこ・柴田玲時代
1992年10月以降は、10:00 - 18:00の時間帯に放送される番組を大きくまとめてこのように呼んでいた。基本的にはミュージシャンなどが担当する26分ないし55分の番組と、その合間に当時TOKYO FMアナウンサーの松本ともこ・柴田玲や雨宮朋絵らが担当する情報コーナーから構成されていた。
また、「若いカップルをターゲット」にする方針から「カップルや夫婦などに向けて送る」というキャッチフレーズへと変わった。
原則として26分番組・55分番組部分は、JFN全国ネットで放送されたが、13:25枠以外の5分コーナーである『トーキョー・ミックス』（交通情報を含む情報ゾーン）はTOKYO FMローカルであった。そのため、『ラヴ・ステーション』の呼称も、各個別番組内では使われていなかった。ただし、生放送番組においては「TOKYO FM LOVE STATION STUDIOから放送しています」の文言を使うことがあった。
また、個々の番組を担当するパーソナリティが新譜発売キャンペーンなどのために、TOKYO FMローカル部分に通しで出演することもあった。
1993年10月の番組
- 10:00　NISSANレディオクラブオム（東幹久／唐沢寿明／風間トオル／三上博史）
- 11:00　ハート・オブ・サンデー
- 12:00　出光ゼアスステーション ヒッツインモーション（渡辺満里奈）
- 13:00　槇原敬之の HITACHI CLOSE TO YOU
- 13:30　大友康平のBIG TIMES
- 14:00　斉藤由貴のSOUND CRUISING＜エフエム大阪制作＞
- 15:00　中村正人のKDD Sunday Network
- 16:00　大江千里のSUZUKIステーションキッズ
- 17:00　松任谷由実 サウンドアドベンチャー

1997年11月の番組
- 10:00　NISSAN HIT POP JAPAN
- 11:00　ハート・オブ・サンデー
- 12:00　出光ゼアスステーション ヒッツインモーション（森口博子）
- 13:00　槇原敬之の HITACHI CLOSE TO YOU
- 13:30　DREAM TALK（松本ともこ）
- 14:00　山下達郎のサンデー・ソングブック※
- 15:00　中村正人のKDD Sunday Network
- 16:00　福山雅治のSUZUKI TALKING FM
- 17:00　松任谷由実 サウンドアドベンチャー
  - ※印の番組は2018年10月現在も放送中。

2002年9月の番組
- 12:00　MITSUBISHI MOTORS PRESENTS Heart-Beat Style
- 13:00　KIRIN ビア・テラス・スペシャル・シート
- 13:25　サンデー・アクセス
  - 13:28頃　一部地域でステブレ音楽
- 13:30　ディア・マイ・サンデー（Every Little Thing）
- 14:00　山下達郎のサンデー・ソングブック※
- 15:00　Asahi SUPER DRY Access All Area
- 16:00　福山雅治のSUZUKI TALKING FM
- 17:00　松任谷由実 For Your Departure
  - ※印の番組は2018年10月現在も放送中。

## その他の番組一覧
- ALBUM TOP10 JAPAN ☆
- Original Love SUZUKI ソング・フォー・ラバーズ（田島貴男（ORIGINAL LOVE ））
- アサヒ ヘヴンリー・モーメント（武居“M”征吾）
- 奥居香のアサヒ・スーパー・ドライ素敵に恋しよう
- アサヒ・スーパー・ドライ 木村拓哉のWhat's UP SMAP! ※（2016年4月現在、スポンサー無しで金曜23:00～23:30に放送）
- アサヒ・スーパー・ドライ　チャレンジ・ザ・ドリーム（谷村有美）
- アサヒ・スーパー・ドライ ドリームトーク ☆
- アサヒ・スーパー・ドライ スーパーサウンドセレクション ☆
- 見えラジINDEX
- ラブステーション・ヒットパレード（オフサイド大西） ☆
- オリックス倶楽部 スーパーヒッツ ☆
- スーパーカウントダウン ☆
- ファンケル化粧品 サンデー・ヒットパレード ☆
- MITSUBISHI MOTORS presents Weekly Countdown Party（岡元あつこ、Say a Little Prayer） ☆
- MITSUBISHI MOTORS presents 山崎まさよしのPRIME SELECTION ☆
- KDD Spring Special MILLENNIUM MESSAGE ☆
- ウルフルズのLet's Brand New Day
- マイ リスペクト ミュージック
- ウィークエンドスナップ

☆印の番組は松本ともこが出演していた（2000年3月まで、その時点で続いていた9、10時台の番組は雨宮朋絵に引き継がれた）。